# Tofty (Alaska)
Tofty est une localité d'Alaska aux États-Unis faisant partie de la région de recensement de Yukon-Koyukuk. Elle est actuellement abandonnée, mais a été auparavant une ville minière connue pour sa grande productivité de minerai d'or.
Elle est située à 25 kilomètres de Manley Hot Springs (40 kilomètres par la route), et à 146 kilomètres au nord ouest de Fairbanks. Totsy se trouve au-delà de la fin de l'Elliott Highway, à l'extrémité de la Tofty Road.
La Tofty Road quitte la Elliott Highway à l'est de Manley Hot Springs. Elle n'est pas du tout entretenue et il n'y a aucun panneau indicateur. C'est une piste à une seule voie impraticable à de nombreux endroits, à cause des rochers qui l'encombrent, de la poussière, et des ruisseaux qui la traversent.

## Confondu avec
- Monsieur Tofty, surveillant à Poudlard pour les BUSE (dans Harry Potter)